# 李煒林
李煒林（英語：William Li Wai-lam，1991年—），公民黨前成員，前香港觀塘區議會麗港城選區議員。2016年起參與地區發展事務，2019年香港區議會選舉出選麗港城選區並成功當選，成為觀塘區議會議員。2021年香港立法會選舉其間加入建制組織香港新方向成員張欣宇的選舉團隊為其助選。

## 個人簡歷
李煒林出生於香港，2008年在拔萃男書院中五畢業後到英國修讀預科及修讀法律，並曾跟隨英國御用大律師實習，2016年回港後認識公民黨時任黨魁梁家傑，期望透過加入公民黨，為社會作出貢獻。
2021年4月19日，李煒林在社交網站宣布退出公民黨，形容決定經過慎重考慮後作出，感謝公民黨過去幾年的支援和提攜，又說作為區議員，將一如既往著力專注經濟民生地區議題，為麗港城社區和香港作出貢獻。

## 參與選舉
2019年香港區議會選舉公民黨派出社區主任李煒林參選，最終以6450票擊敗鄧詠駿，鄧亦比上屆少140票。李煒林首度參選，更創下多個紀錄，他成為全港452個選區當選人中第三高票、港九市區最高票選區當選人以及觀塘區最高票選區當選人。
下表列出李煒林歷年來參與區議會選舉的結果：
| 政党   | 政党               | 候选人    | 票数  | %     | ±      |
| ------ | ------------------ | --------- | ----- | ----- | ------ |
|        | 創建力量/新 新論壇 | ①. 鄧詠駿 | 3,951 | 37.99 | -17.79 |
|        | 公民黨             | ②. 李煒林 | 6,450 | 62.01 |        |
| 多数票 | 多数票             | 多数票    | 2,499 | 24.02 |        |

## 資料來源
1. ↑  . Facebook.   [2021-12-19] （中文（简体））.
2. ↑  . 蘋果日報. 2019-03-05  [2021-04-19]. （原始内容存档于2020-03-03）.
3. ↑  . 頭條日報. 2021-04-19  [2021-04-19].
4. ↑  . 經濟通 ET Net. 2019-11-25  [2019-11-25]. （原始内容存档于2019-11-25） （中文）.

## 外部連結
- 李煒林 Facebook 專頁

| 議會席位      | 議會席位                                                | 議會席位    |
| ------------- | ------------------------------------------------------- | ----------- |
| 前任： 鄧詠駿 | 觀塘區議會 麗港城選區區議員 2020年1月1日－2021年7月11日 | 繼任： 懸空 |